# ديفيد إس. كينغ
ديفيد إس. كينغ (بالإنجليزية: David S. King)‏ هو محامي ودبلوماسي وسياسي أمريكي، ولد في 20 يونيو 1917 في الولايات المتحدة، وتوفي بنفس المكان في 5 مايو 2009. حزبياً، نشط في الحزب الديمقراطي. انتخب سفير وانتخب عضو مجلس النواب الأمريكي عن دائرة Utah's 2nd congressional district ‏.